# The Anarchist (opera teatrale)
The Anarchist (it: L'anarchica) è un'opera teatrale del drammaturgo statunitense David Mamet, andata in scena in prima assoluta a Broadway nel 2012. Il dramma è ispirato a un attentanto terroristico compiuto nel 1981 da Judith Clark e Kathy Boudin, membri del Weather Underground.

## Trama
In una prigione federale, Cathy sta scontando una lunga pena per un attacco terroristico a cui partecipò diversi anni prima e che risultò nella morte di un uomo. La donna ha chiesto di scontare il resto della condanna in libertà vigililata ed il consiglio manda Ann ad interrogare la donna, per stabilire se Cathy si sia pentita, riabilitata e pronta a tornare in libertà. In seguito a un lungo colloquio, Ann realizza che il pentimento di Cathy è soltanto una farsa, che la donna è ancora legata al leader dell'organizzazione terroristica e che la prigioniera non mostra nessun segno di rimorso per il crimine commesso. Ann rigetta quindi la richiesta di libertà vigilata, costringendo Cathy a scontare il resto della sua lunga sentenza in carcere.

## Produzioni
Diretta dallo stesso Mamet, la pièce debuttò al John Golden Theatre di Broadway il 2 dicembre 2012, dopo 23 anteprime. I critici accolsero The Anarchist negativamente e i produttori decisero di limitare il flop al botteghino annunciando il termine delle repliche quattro giorni dopo il debutto. In totale, la pièce rimase in cartellone per 17 spettacoli dopo la prima. Patti LuPone interpretava Cathy, Debra Winger ricopriva il ruolo di Ann.
Poche settimane dopo il fiasco a Broadway, The Anarchist fece il suo debutto europeo a Madrid, con il titolo La anarquista. José Pascual curava la regia mentre le due donne erano interpretate da  Magüi Mira (Cathy) ed Ana Wagener (Ann). La produzione è rimasta in scena dal 19 al 27 gennaio 2013 al Teatro Español, con recensioni positive. Nel 2015 il dramma tornò sulle scene statunitense in una produzione a Los Angeles, diretta da Marja-Lewis Ryan e interpretata da Felicity Huffman e Rebecca Pidgeon.

## Edizioni italiane
- David Mamet, L'anarchica, traduzione di Antonio Monda, Arcadia & Ricono (2014). ISBN 978-8898745005